# Linyphia rita
Linyphia rita är en spindelart som beskrevs av Willis J. Gertsch 1951. Linyphia rita ingår i släktet Linyphia och familjen täckvävarspindlar. Inga underarter finns listade i Catalogue of Life.